# Lilla Sköndal

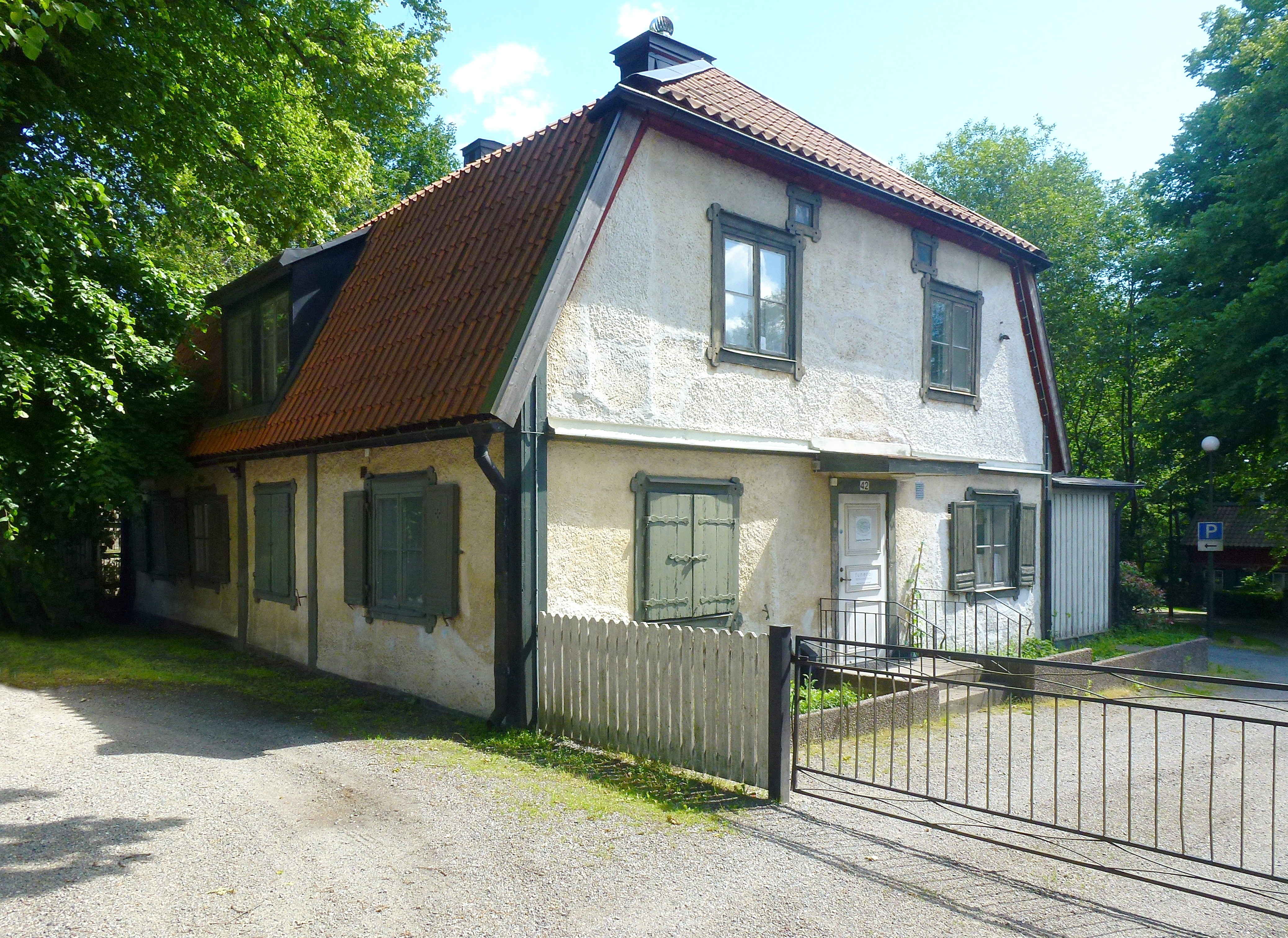
Lilla Sköndals huvudbyggnad i juni 2015.

Lilla Sköndal, även kallad Stora Tallkrogen, är en historisk intressant byggnad vid Bogårdsvägen i stadsdelen Gubbängen i södra Stockholm. Huset uppfördes mellan 1780 och 1820 som mangårdsbyggnad, men redan innan dess fanns här en byggnad där man bedrev krogrörelse från och med 1724. Intill ligger en rödmålad statarlänga från ungefär samma tid som huvudbyggnaden. Fastigheten är grönklassad av Stadsmuseet i Stockholm vilket innebär att bebyggelsen anses vara ”särskilt värdefull från historisk, kulturhistorisk, miljömässig eller konstnärlig synpunkt”.

## Historik

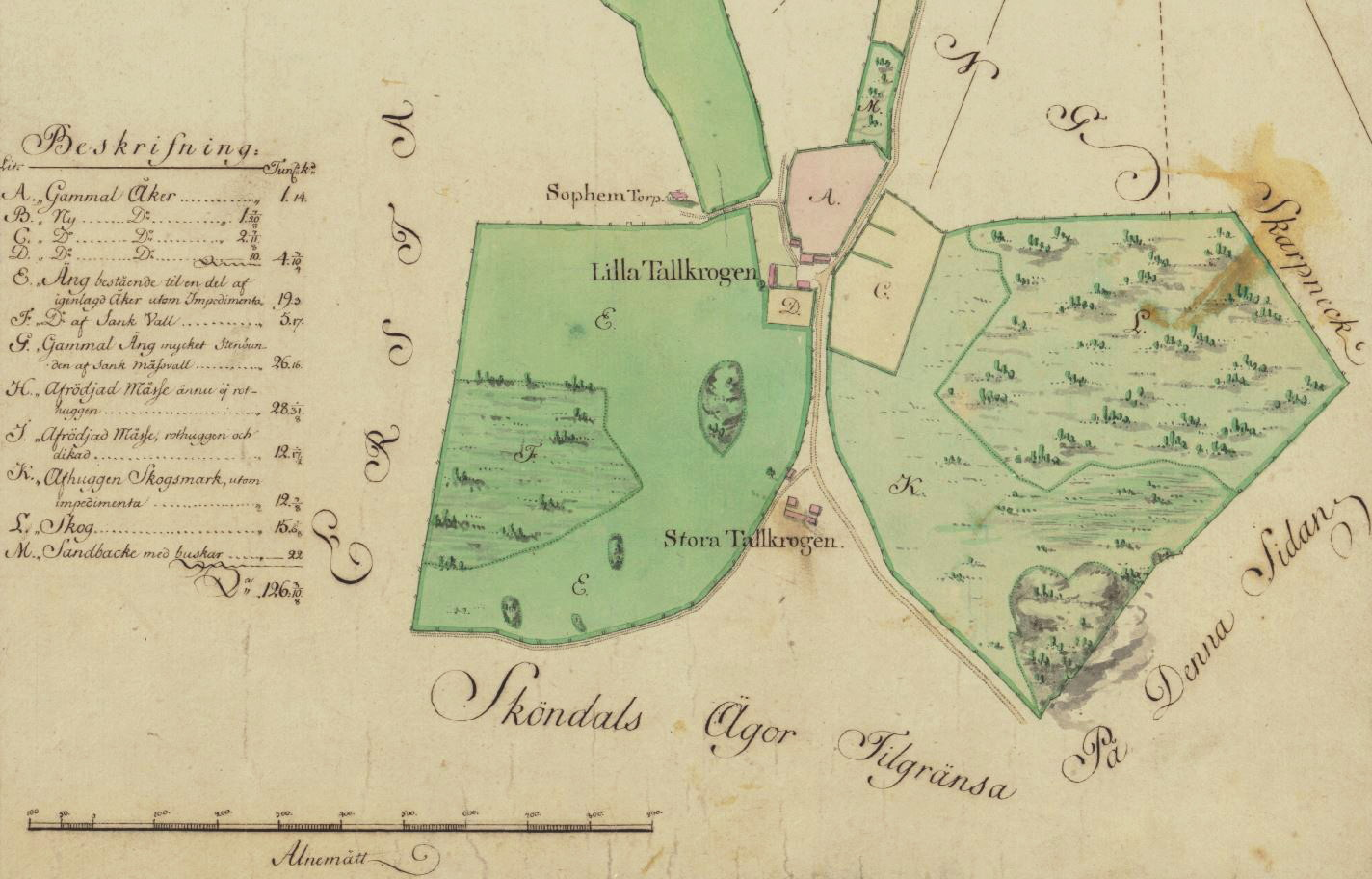
Lilla och Stora Tallkrogen 1791.

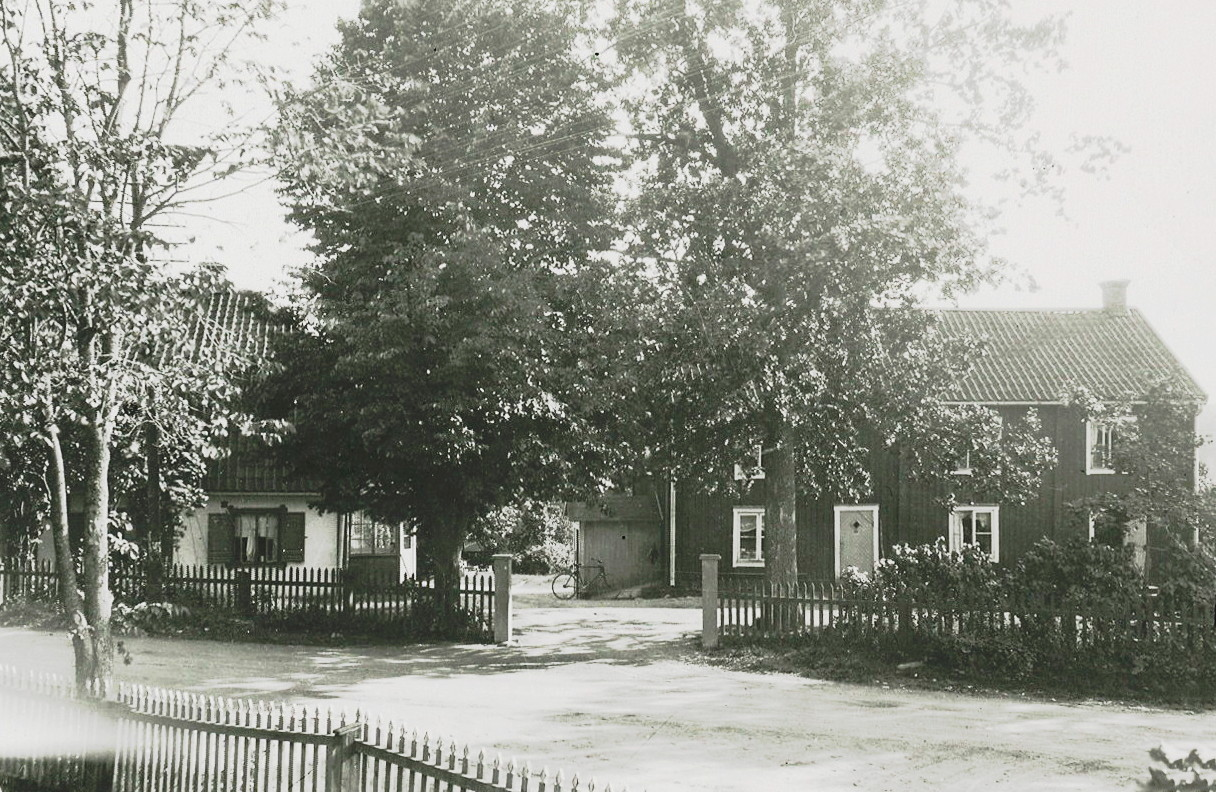
Stora Tallkrogen 1924.

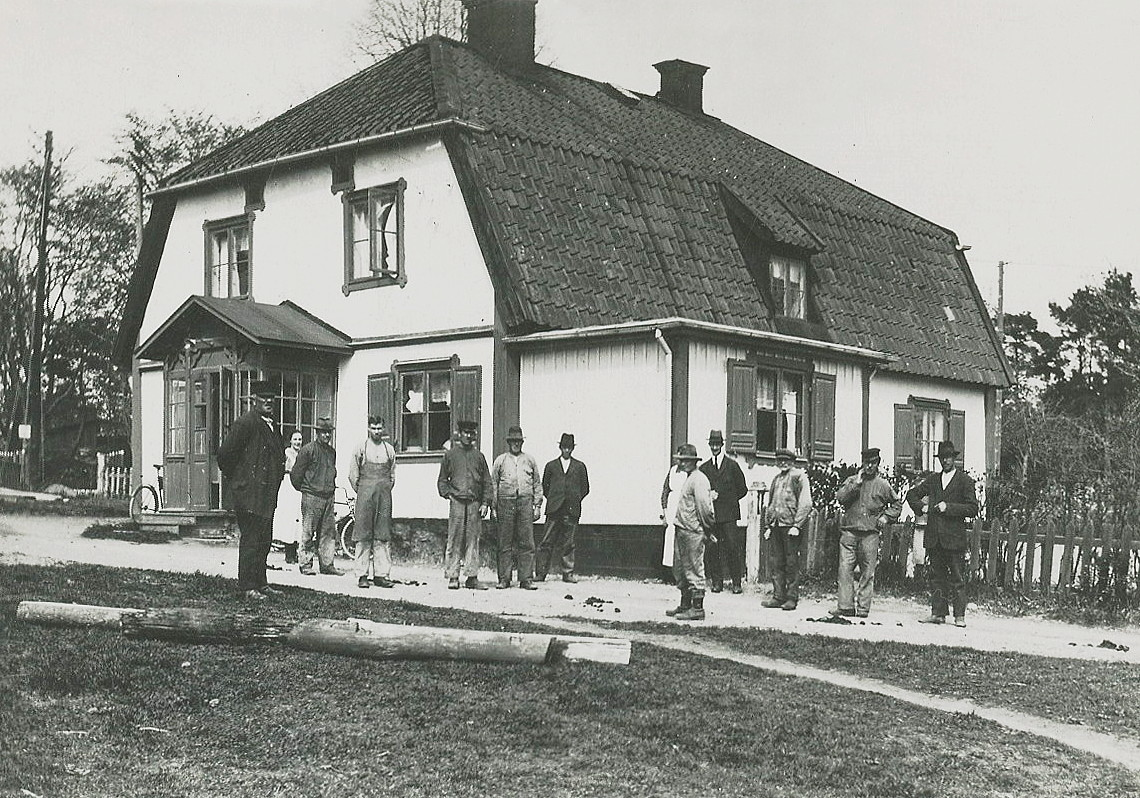
Stora Tallkrogen 1940-tal.

Lilla Sköndal / Stora Tallkrogen ligger där färdvägen gick tidigare mellan Stockholm och Dalarö. Vid sidan om jordbruk bedrevs här en krogrörelse eller ett utvärdshus som var ett av många som kantade Dalarövägen. Det fanns två "Tallkrogen" till, Lilla Tallkrogen som låg ett litet stycke längre norrut intill avtagsvägen till Gubbängen och söder om Stora Tallkrogen fanns Gamla Tallkrogen, men det var mellangården som betecknades som utvärdshus. 
Hela området hörde ursprungligen till Sköndals säteri men även ägaren till Älvsjö gård, jungfru Ingeborg Gyllenstierna, gjorde anspråk på äganderätten. Tvisten löstes år 1691 genom att Lilla Sköndal tillerkändes Sköndals säteri. Namnet ”Lilla Sköndal” bildades dock först år 1830 när Tallkrogen såldes till Stockholms stad och året därpå fick den ursprungliga egendomen heta ”Stora Sköndal”.

## Byggnader
Mangårdsbyggnaden har exteriört mycket kvar av sitt ursprungliga utseende. Det rör sig om en vitputsad träbyggnad med brutet och valmat sadeltak.  Interiört är huset idag helt förändrat. Mot söder finns en påbyggnad som tillkom troligen i början av 1900-talet (före 1928). Intilliggande rödmålade länga härrör från omkring 1800 och
byggdes 1838 på med en andra våning. En vindflöjel med inskription ”I A R 1838” påminner om detta.

## Stora Tallkrogen i litteraturen
Per Anders Fogelström berättade i sin bok ”Söder om tullen” (1969) om Stora Tallkrogen. Småtjuven Lasse-Maja (Lars Molin) besökte en januaridag år 1813 krogen. Han anlände, utklädd i kvinnokläder, med häst och droska i sällskap av en elegant herre till Tallkrogen, där de åt och drack till långt in på småtimmarna. Den eleganta herren var en kumpan, den straffade länsmannen Kron, som Lasse-Maja träffade i häktet på Örebro slott. På Tallkrogen firade de "en våt kväll" innan de återvände till Stockholm. En vecka senare blev båda arresterade. Lasse-Maja fick sitta 26 år på Karlstens fästning och släpptes fri först 1838.

## Verksamhet
Hur länge krogrörelsen pågick i Stora Tallkrogen är inte känt men efter att Diakonsällskapet tagit över Stora Sköndal 1905 nyttjades byggnaden åren 1915-38 som vårdanstalt för epileptiker och därefter som rektorsbostad. I samband med stadsdelsindelningen 1934 gav Stora Tallkrogen namnet till stadsdelen Tallkrogen. 
På 1920- och 30-talen fick gamla Dalarövägen en ny sträckning då Skogskyrkogården anlades och ersattes av nuvarande Nynäsvägen. Därigenom kom ”Lilla Sköndal” att ligga undanskymd vid sidan av trafiken och "Lilla Tallkrogen" revs. Fram till år 2000 var huset bostad och byggdes därefter om till ett café. Idag (2015) finns en begravningsbyrå i mangårdsbyggnaden och den tidigare statarlängan är ombyggd till bostäder. Området är fortfarande en rastplats för resande, här finns bensinmack, en hamburgerrestaurang och ett hotell.

## Bilder

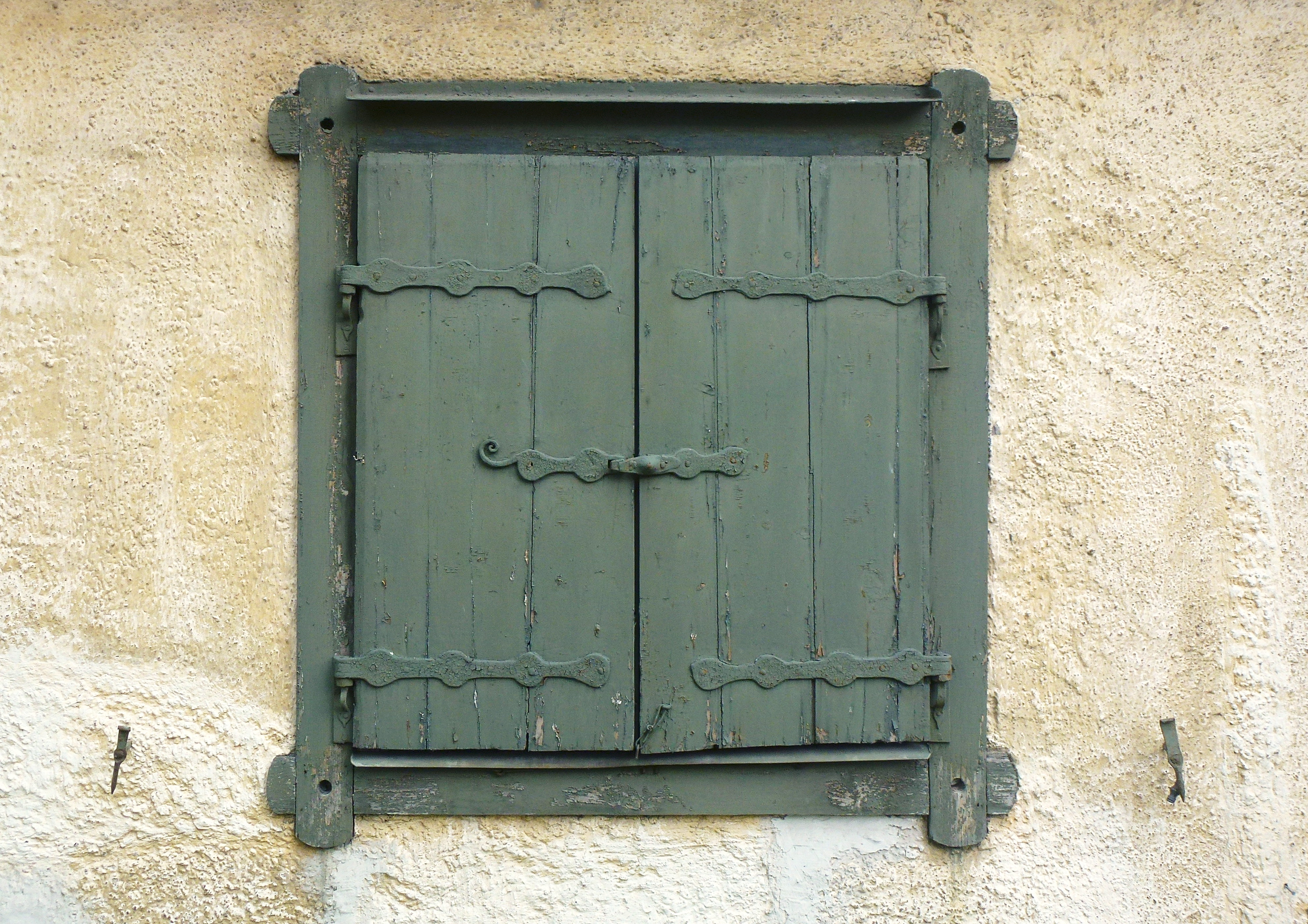
Stora Tallkrogen, fönster
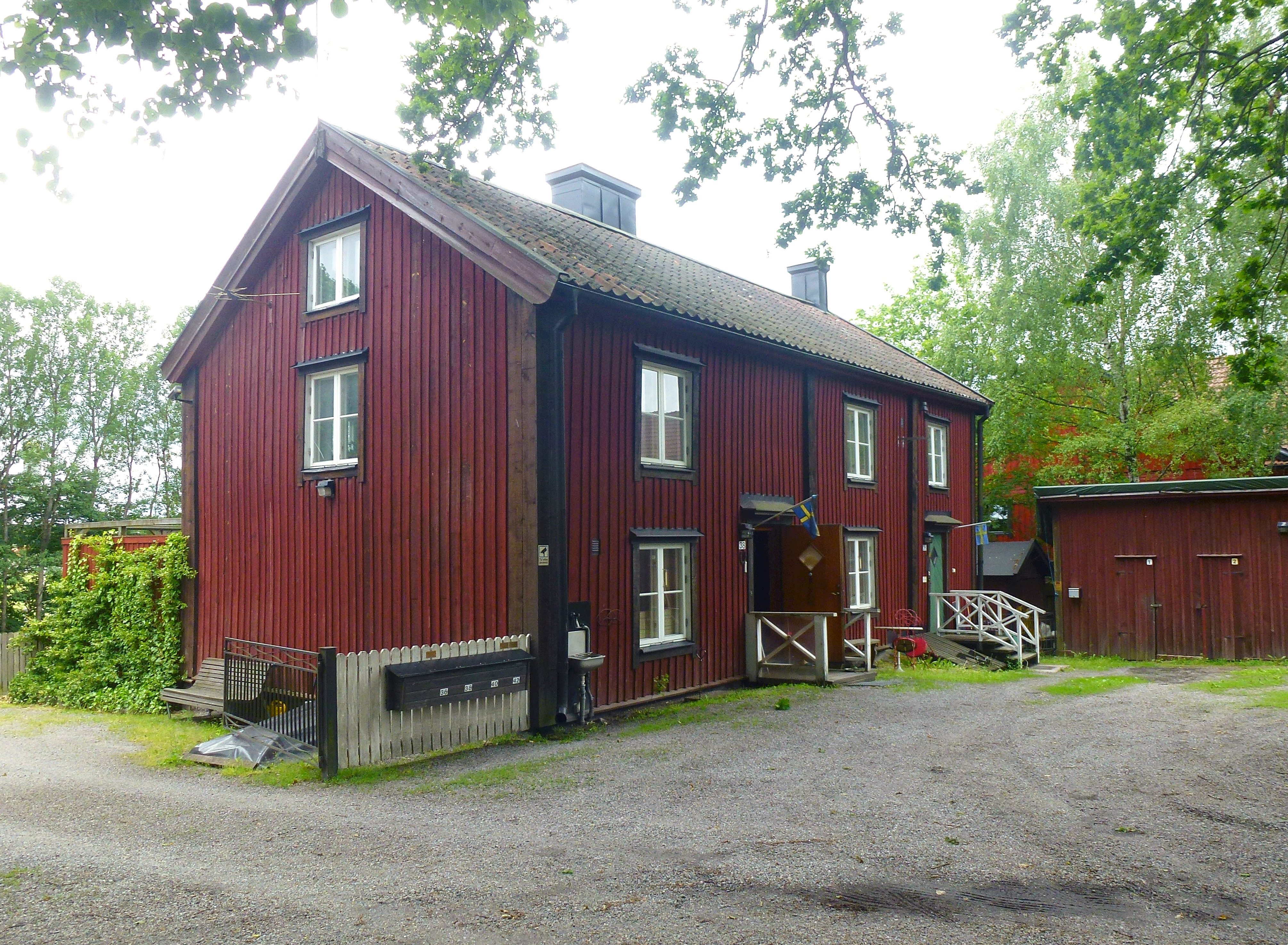
F.d. statarlängan
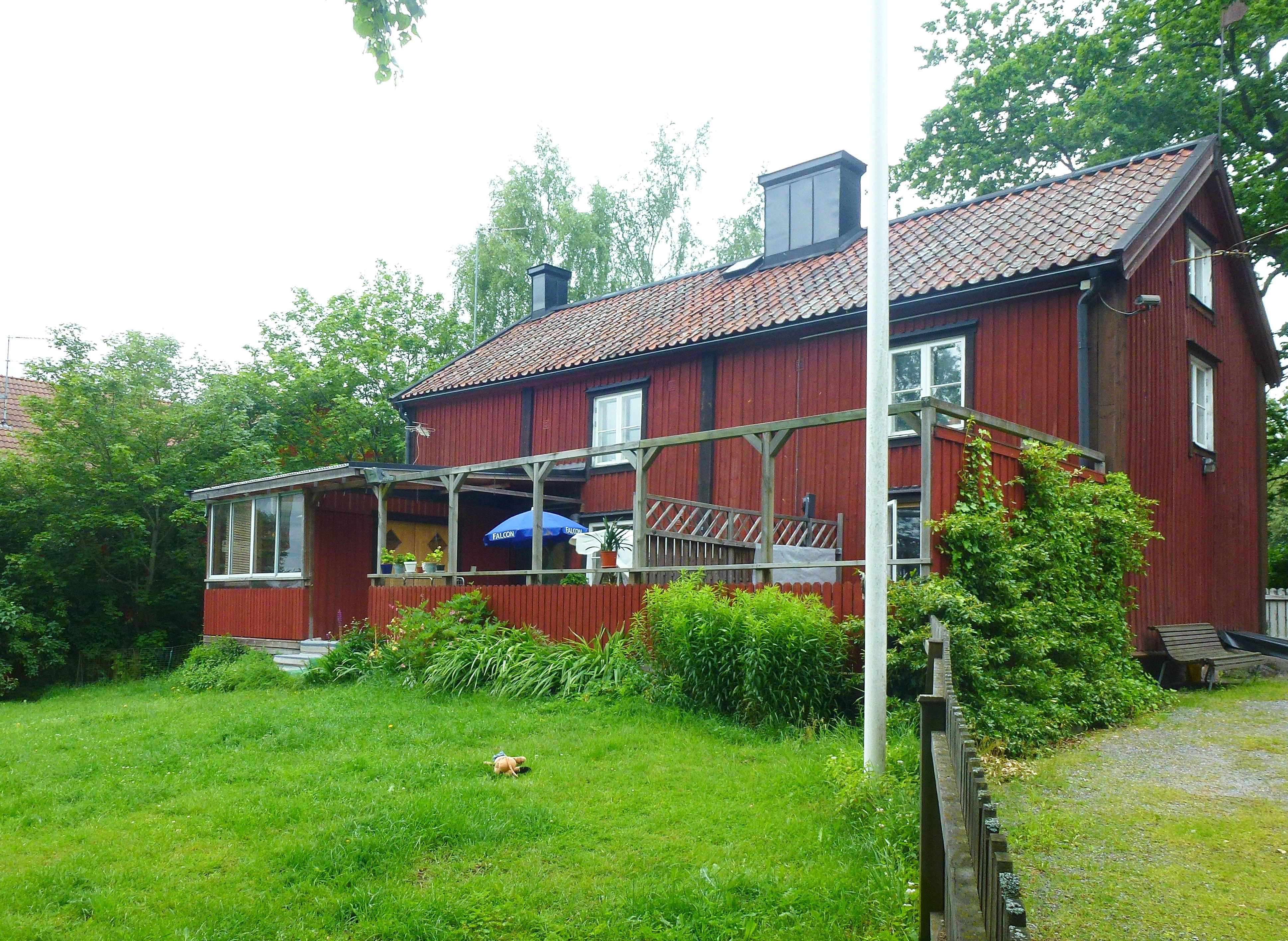
F.d. statarlängan
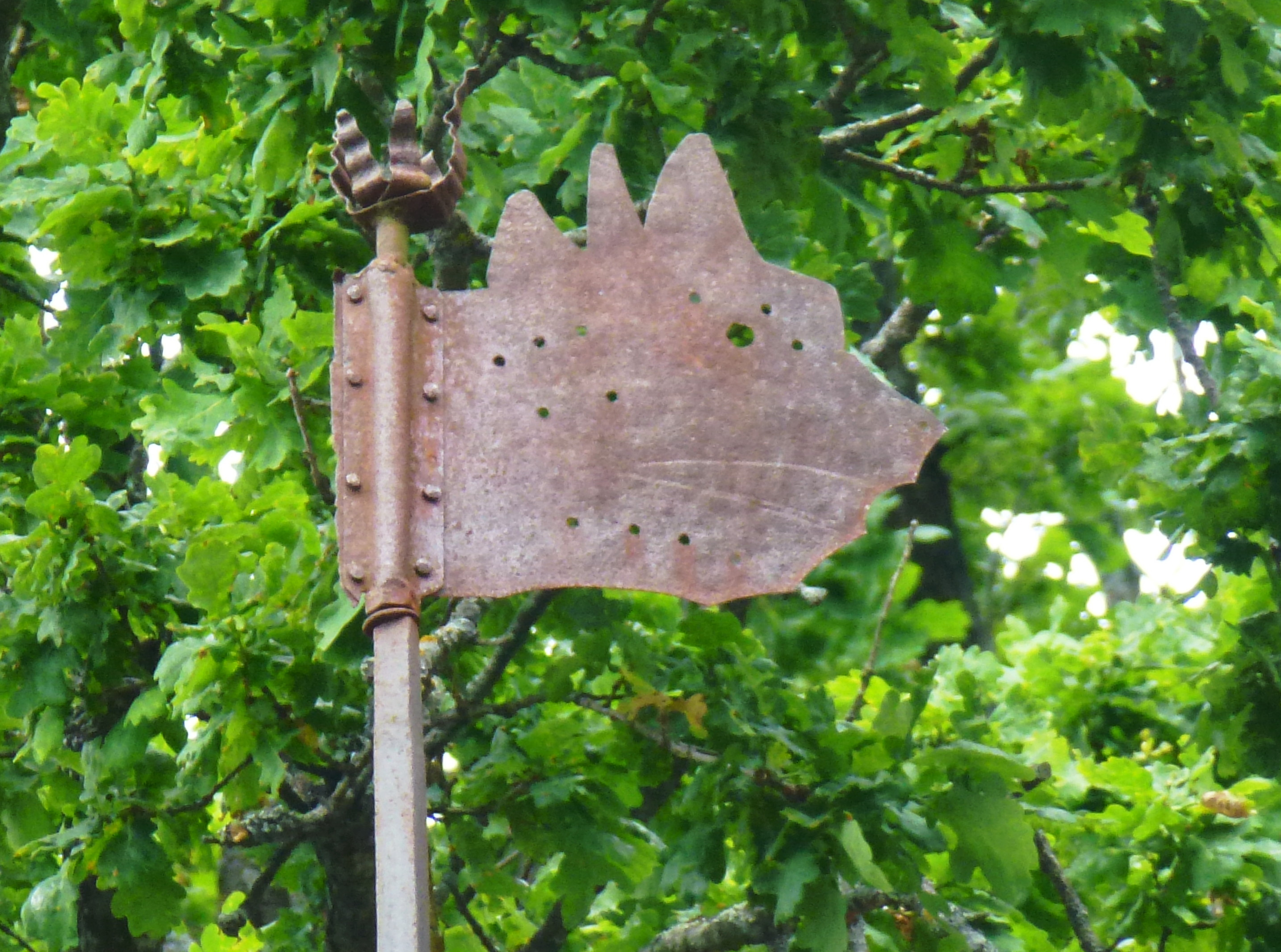
Vindflöjeln på statarlängan